# هانس کانرید
هانس کانرید (انگلیسی: Hans Conried؛ ۱۵ آوریل ۱۹۱۷ – ۵ ژانویهٔ ۱۹۸۲) یک هنرپیشه، صداپیشه و کمدین اهل ایالات متحده آمریکا بود. وی بین سال‌های ۱۹۳۸ تا ۱۹۸۲ میلادی فعالیت می‌کرد.
از فیلم‌ها یا برنامه‌های تلویزیونی که وی در آن نقش داشته‌است می‌توان به پیتر پن، فریب‌خورده، عیالوار، مدرسه نمایشی، دوست من ایرما، ماه عسل پرماجرا، زیرزمین، فرزندان هیتلر و نیومکزیکو اشاره کرد.